# Hideto Tanihara

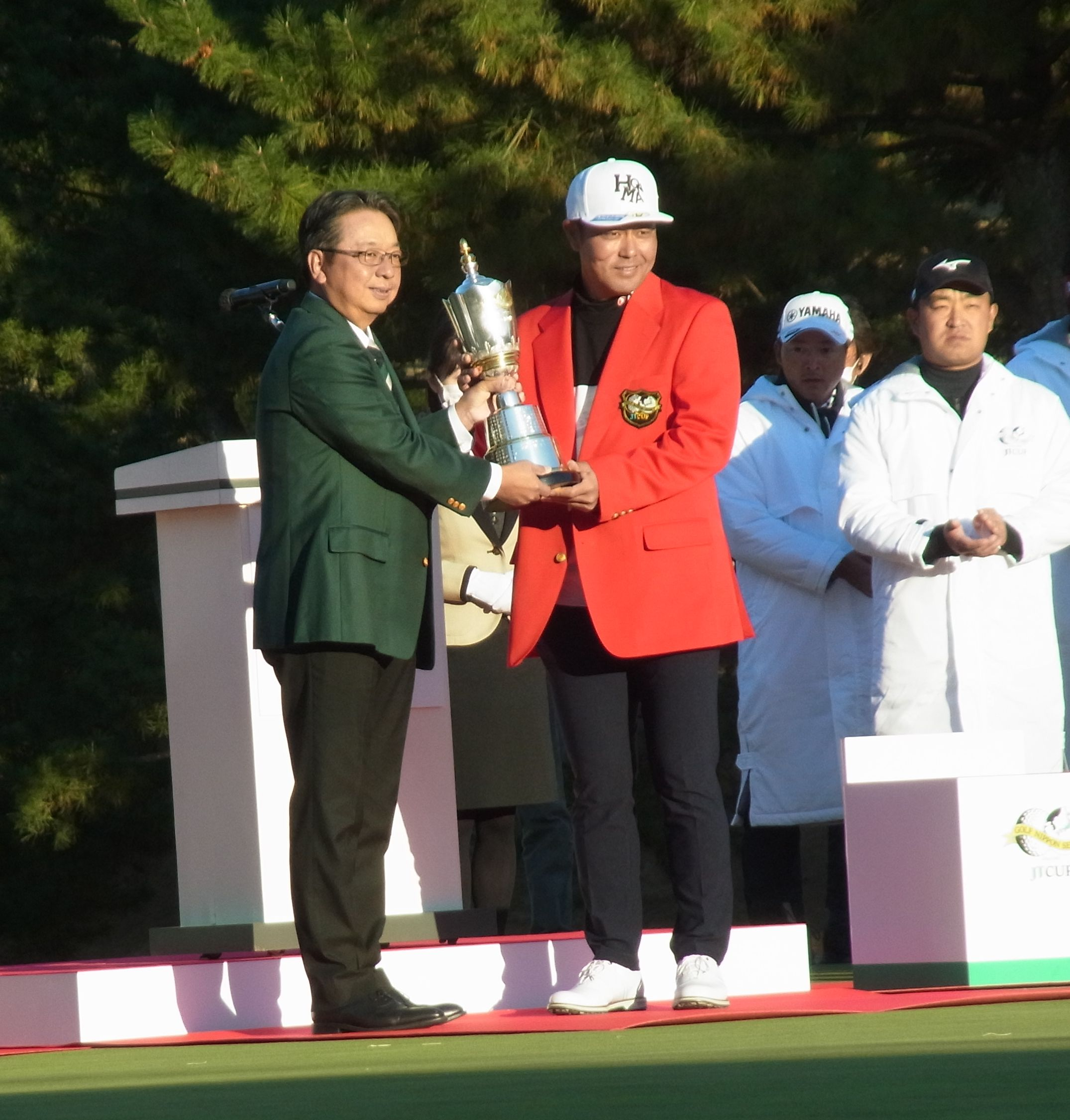
Hideto Tanihara i röd kavaj, 2021.

Hideto Tanihara, japanska: 谷原 秀人; Tanihara Hideto, född 16 november 1978 i Onomichi, är en japansk professionell golfspelare som spelar på Japan Golf Tour. Han har tidigare spelat bland annat på PGA Tour, PGA European Tour och för Liv Golf.
Tanihara har vunnit 16 Japan-vinster. Hans bästa resultat i majortävlingar är en delad femte plats vid 2006 års The Open Championship. Tanihara har också slutat som bäst som delad 16:e vid Liv Golf Invitational Portland i Liv Golf Invitational Series 2022, som spelades på Pumpkin Ridge Golf Club. Han erhöll 223 600 amerikanska dollar i prispengar för den placeringen.